# Rocío Márquez
Rocío Márquez Limón (Huelva, 29 de septiembre de 1985), conocida artísticamente como Rocío Márquez, es una cantaora de flamenco española.

## Trayectoria
En 1994, con 9 años empezó a recibir clases de flamenco en la Peña Flamenca de Huelva, dándose a conocer en la comunidad. Este mismo año, ganó el segundo premio de fandangos de Huelva, lo que le motivó para seguir aprendiendo. En paralelo, comenzó sus estudios en el conservatorio.
A los 11 años, participó en el programa televisivo Menudas estrellas de Antena 3, donde imitó a la cantante Marifé de Triana y ganó la estrella de bronce. Poco después, obtuvo el primer premio de artistas noveles en la modalidad de canción española en un concurso organizado por la cadena COPE. Durante este periodo, recibió clases de canto en Sevilla y aparece en varios programas de televisión como Esos locos bajitos (1998-2005) o De buena mañana.
En 2005, fue becada por la Fundación Cristina Heeren de Sevilla, donde aprendió de artistas flamencos como Paco Taranto y Sonia Miranda. Continuó sus estudios y, en 2017, se doctoró por la Universidad de Sevilla con su tesis titulada “La técnica vocal en el flamenco: fisionomía y tipologías”.
Desde 2008, Márquez ha actuado en espacios como el Teatro Real, la Sala Sinfónica del Auditorio Nacional, el Teatro de la Maestranza, el Palacio de la Música Catalana, el Palacio de las Artes Reina Sofía, la Filarmónica de París o la Filarmónica de Luxemburgo.
En julio de 2012, realizó una acción en el Pozo de Santa Cruz del Sil, en León, para cantar a capela una minera a un grupo de mineros que llevaban 45 días encerrados en señal de protesta por el cierre de las cuencas mineras.
En 2018, actuó en los Premios de Cine Europ, y ha participado en las bandas sonoras de distintos proyectos cinematográficos, como su interpretación en 2018 junto a Refree del tema “Cuando salga el sol” en la película Entre dos aguas de Isaki Lacuesta, o su versión de “Me quedo contigo” incluida en la película Adiós de Paco Cabezas, en 2019. Ese mismo año, lanzó junto con el grupo de rock andaluz Derby Motoreta’s Burrito Kachimba una versión de la canción “Viejo Mundo” de Camarón de la Isla, que cumplía 40 años. También en 2019, colaboró con Jorge Drexler creando el espectáculo “Aquellos puentes sutiles”.
Además de su faceta artística, Márquez es docente en el Máster Interuniversitario en Investigación y Análisis del Flamenco y conferenciante.

## Reconocimientos
En 2008, Márquez recibió cinco reconocimientos, entre ellos el premio de la Lámpara Minera, en el Festival del Cante de Las Minas.
En el Concurso internacional de Cante por Peteneras de Paterna de Rivera de 2019, Márquez se convirtió en primera mujer artista distinguida con Medalla de Oro de la Petenera, desde que, en 1972, se creara el concurso. Al año siguiente, en 2020, fue reconocida con el premio al mejor álbum de músicas del mundo Les Victoires du Jazz por su disco Visto en El Jueves, convirtiéndose en la primera artista española en conseguirlo.
En 2022, su disco Tercer cielo, realizado junto al productor Bronquio, obtuvo el Premio Ruido que lo reconoce como Mejor Álbum Nacional, por su fusión de flamenco y electrónica, según la asociación PAM (Periodistas Asociados de Música).

## Discografía
- 2009 – Aquí y ahora.
- 2012 – Claridad.
- 2014 – El niño.
- 2017 – Firmamento.[22]
- 2018 – Diálogos de nuevos y viejos sones. Con Fahmi Alqhai.
- 2019 – Visto en El Jueves.
- 2020 – Omnia vincit amor. Con Enrike Solinís.
- 2022 – Tercer cielo. Con Bronquio.[23]
- 2022 – Flamencos: Falla, Granados, Albéniz. Con Rosa Torres-Pardo.
- 2025 – Himno vertical. Con Pedro Rojas Ogáyar.